# Református Ókollégium (Kecskemét)

## Az épület
Háromszög alakú oromzat, a párkányos, pilléres földszint, a szemöldökpárkányos első emelt egyaránt a szabadságharcot megelőző évtizedek erőteljes optimizmusára utalnak. A széles lépcsőfeljárók annak a kornak a hangulatát idézik, amikor a vándorszínész Petőfi Sándor föl-fölkereste jogakadémista barátait. A 19. század hetedik évtizedéig zárt udvarú, négyszögű tanintézetté szerették volna továbbépíteni, de az 1830-ban megkezdett építkezés befejezésére is alig tudták a szükséges anyagiakat előteremteni.

## Az iskola rangjai
Az iskolát 1835-ben líceumi rangra emelték, 1841-től főiskolaként szerepel. A szabadságharc után algimnáziummá süllyedt. Jogakadémiai státuszt 1860-ban kapott, 6 év múlva 4 évfolyamossá szervezték. 1924-ben egyetemes református jogakadémia lett, 1949-ben megszüntették. Itt kapott végleges helyet Fuxreiter András különleges ásványgyűjteménye.

## Tanítók, tanulók
A főhomlokzaton és a lépcsőház első emeleti pihenőjénél márványtábla emlékeztet az iskola egykori kiváló diákjára, Jókai Mórra. A második emeleten két professzornak, Tatai Andrásnak és dr.Joó Gyulának, valamint Tóth János jogtudósnak emléktáblája látható. Az épületben ma a Károli Gáspár Református Egyetem Állam és Jogtudományi Kara működik.